# Ecuadoraans voetbalelftal in 1991
Het Ecuadoraans voetbalelftal speelde in totaal acht interlands in het jaar 1991, waaronder vier duels bij de strijd om de Copa América in Chili. De ploeg stond onder leiding van de Montenegrijnse bondscoach Dušan Drašković

## Balans
| Wedstrijden | Wedstrijden | Wedstrijden | Wedstrijden | Doelpunten | Doelpunten | Doelpunten | Punten |
| Gespeeld    | Winst       | Gelijk      | Verlies     | Voor       | Tegen      | Saldo      | Punten |
| ----------- | ----------- | ----------- | ----------- | ---------- | ---------- | ---------- | ------ |
| 8           | 3           | 2           | 3           | 12         | 11         | +1         | 1.000  |

## Interlands
|                                                   |      |             |         |                                                                                     |
| 5 juni Vriendschappelijk № 184 «onderlinge duels» | Peru | 0 – 1       | Ecuador | Estadio Nacional, Lima Toeschouwers: 10.000 Scheidsrechter: Fernando Chappell (PER) |
| 5 juni Vriendschappelijk № 184 «onderlinge duels» |      | 50' Ivo Ron |         | Estadio Nacional, Lima Toeschouwers: 10.000 Scheidsrechter: Fernando Chappell (PER) |

|                                                    |                                        |       |                       |                                                                                   |
| 19 juni Vriendschappelijk № 185 «onderlinge duels» | Ecuador                                | 2 – 1 | Chili                 | Estadio Modelo, Guayaquil Toeschouwers: 35.000 Scheidsrechter: Luis Naranjo (ECU) |
| 19 juni Vriendschappelijk № 185 «onderlinge duels» | Juan Carlos Garay 7' José Guerrero 70' |       | 10' (pen.) Jaime Vera | Estadio Modelo, Guayaquil Toeschouwers: 35.000 Scheidsrechter: Luis Naranjo (ECU) |

|                                                    |                             |       |                               |                                                                                     |
| 25 juni Vriendschappelijk № 186 «onderlinge duels» | Ecuador                     | 2 – 2 | Peru                          | Estadio Modelo, Guayaquil Toeschouwers: 10.000 Scheidsrechter: Jorge Orellana (ECU) |
| 25 juni Vriendschappelijk № 186 «onderlinge duels» | Nixon Carcelén Carlos Muñoz |       | Jorge Hirano Martin Rodríguez | Estadio Modelo, Guayaquil Toeschouwers: 10.000 Scheidsrechter: Jorge Orellana (ECU) |

|                                                    |                                                |       |                   |                                                                                     |
| 30 juni Vriendschappelijk № 187 «onderlinge duels» | Chili                                          | 3 – 1 | Ecuador           | Estadio Nacional, Santiago Toeschouwers: 25.000 Scheidsrechter: Carlos Robles (CHI) |
| 30 juni Vriendschappelijk № 187 «onderlinge duels» | Hugo Rubio 7' Hugo Rubio 28' Iván Zamorano 44' |       | 49' Álex Aguinaga | Estadio Nacional, Santiago Toeschouwers: 25.000 Scheidsrechter: Carlos Robles (CHI) |

| Copa América |
| ------------ |

|                                                      |                     |       |         |                                                                                         |
| 7 juli Copa América Groep B № 188 «onderlinge duels» | Colombia            | 1 – 0 | Ecuador | Estadio Playa Ancha, Valparaíso Toeschouwers: 15.000 Scheidsrechter: Juan Escobar (PAR) |
| 7 juli Copa América Groep B № 188 «onderlinge duels» | Antony de Ávila 25' |       |         | Estadio Playa Ancha, Valparaíso Toeschouwers: 15.000 Scheidsrechter: Juan Escobar (PAR) |

|                                                      |                           |       |                   |                                                                                          |
| 9 juli Copa América Groep B № 189 «onderlinge duels» | Uruguay                   | 1 – 1 | Ecuador           | Estadio Sausalito, Viña del Mar Toeschouwers: 18.430 Scheidsrechter: Gastón Castro (CHI) |
| 9 juli Copa América Groep B № 189 «onderlinge duels» | Gustavo Méndez 47' (pen.) |       | 43' Álex Aguinaga | Estadio Sausalito, Viña del Mar Toeschouwers: 18.430 Scheidsrechter: Gastón Castro (CHI) |

|                                                       |                                                                            |       |         |                                                                                          |
| 13 juli Copa América Groep B № 190 «onderlinge duels» | Ecuador                                                                    | 4 – 0 | Bolivia | Estadio Sausalito, Viña del Mar Toeschouwers: 19.000 Scheidsrechter: Gastón Castro (CHI) |
| 13 juli Copa América Groep B № 190 «onderlinge duels» | Álex Aguinaga 32' Raúl Avilés 42' Raúl Avilés 73' Erwin Ramírez 79' (pen.) |       |         | Estadio Sausalito, Viña del Mar Toeschouwers: 19.000 Scheidsrechter: Gastón Castro (CHI) |

|                                                       |                                                         |       |                  |                                                                                         |
| 15 juli Copa América Groep B № 191 «onderlinge duels» | Brazilië                                                | 3 – 1 | Ecuador          | Estadio Sausalito, Viña del Mar Toeschouwers: 19.000 Scheidsrechter: Juan Escobar (PAR) |
| 15 juli Copa América Groep B № 191 «onderlinge duels» | Mazinho Oliveira 8' Márcio Santos 54' Luís Henrique 89' |       | 12' Carlos Muñoz | Estadio Sausalito, Viña del Mar Toeschouwers: 19.000 Scheidsrechter: Juan Escobar (PAR) |

|  |  |  |  |  |  |  |  |  |

## Statistieken
| Erwin Ramírez     | 1971-11-13 | CA Green Cross             | 8 | 0 | 1 | 8  | 1 |
| Verdediging       |            |                            |   |   |   |    |   |
| Byron Tenorio     | 1966-06-14 | Club Deportivo El Nacional | 8 | 0 | 0 |    |   |
| Freddy Bravo      | 1962-04-12 | Barcelona Sporting Club    | 8 | 0 | 0 | 12 | 0 |
| Luis Capurro      | 1961-05-01 | Club Sport Emelec          | 8 | 0 | 0 | 40 | 0 |
| Jimmy Montanero   | 1960-08-24 | Barcelona Sporting Club    | 5 | 0 | 0 |    |   |
| Hólger Quiñónez   | 1962-08-18 | Club Sport Emelec          | 4 | 0 | 0 |    |   |
| José Rivera       | 1963-01-11 | Deportivo Quito            | 3 | 0 | 0 | 3  | 0 |
| Patricio Hurtado  | 1970-08-09 | Club Deportivo El Nacional | 1 | 0 | 0 | 1  | 0 |
| Wilson Macías     | 1965-09-30 | Barcelona Sporting Club    | 0 | 2 | 0 | 33 | 0 |
| Juan Guamán       | 1965-06-27 | LDU Quito                  | 0 | 1 | 0 | 1  | 0 |
| Middenveld        |            |                            |   |   |   |    |   |
| Nixon Carcelén    | 1969-09-27 | Sociedad Deportivo Quito   | 8 | 0 | 1 | 8  | 1 |
| Juan Carlos Garay | 1968-09-15 | Club Deportivo El Nacional | 6 | 2 | 1 | 8  | 1 |
| Álex Aguinaga     | 1968-07-09 | Necaxa Aguascalientes      | 6 | 1 | 3 | 33 | 8 |
| José Guerrero     | 1967-09-12 | Club Sport Emelec          | 4 | 1 | 1 | 5  | 1 |
| Ivo Ron           | 1967-01-16 | Club Sport Emelec          | 4 | 0 | 1 | 4  | 1 |
| Robert Burbano    | 1970-09-27 | CD Universidad Católica    | 3 | 5 | 0 | 8  | 0 |
| Aanval            |            |                            |   |   |   |    |   |
| Carlos Muñóz      | 1964-02-17 | Barcelona Sporting Club    | 7 | 1 | 2 | 15 | 2 |
| Raúl Avilés       | 1964-02-17 | Club Sport Emelec          | 5 | 2 | 2 |    |   |
| Manuel Uquillas   | 1968-11-19 | Barcelona Sporting Club    | 0 | 4 | 0 | 4  | 0 |
| Stony Batioja     | 1964-04-30 | Valdez Sporting Club       | 1 | 0 | 0 | 1  | 0 |
| Ángel Fernández   | 1971-08-02 | CA Green Cross             | 0 | 1 | 0 | 1  | 0 |

FEF · A-internationals · Bondscoaches · Selecties · Statistieken · Ecuadoraans vrouwenelftal · Olympisch elftal · Ecuador U21 · Ecuador U20 · Ecuador U18 · Ecuador U17
1938 – 1949 ·
1950 – 1959 ·
1960 – 1969 ·
1970 – 1979 ·
1980 – 1989 ·
1990 – 1999 ·
2000 – 2009 ·
2010 – 2019 ·
2020 − 2029
WK 2002 · 
WK 2006 · 
WK 2014
1938 · 
1939 · 
1940 · 
1941 · 
1942 · 
1943 · 1944 · 
1945 · 
1946 · 
1947 · 
1948 · 
1949 · 
1950 · 1951 · 1952 · 
1953 · 
1954 · 
1955 · 
1956 · 
1957 · 
1958 · 
1959 · 
1960 · 
1961 · 1962 · 
1963 · 
1964 · 
1965 · 
1966 · 
1967 · 1968 · 
1969 · 
1970 · 
1971 · 
1972 · 
1973 · 
1974 · 
1975 · 
1976 · 
1977 · 
1978 · 
1979 · 
1980 · 
1981 · 
1982 · 
1983 · 
1984 · 
1985 · 
1986 · 
1987 · 
1988 · 
1989 · 
1990 · 
1991 · 
1992 · 
1993 · 
1994 · 
1995 · 
1996 · 
1997 · 
1998 · 
1999 · 
2000 · 
2001 · 
2002 · 
2003 · 
2004 · 
2005 · 
2006 · 
2007 · 
2008 · 
2009 · 
2010 · 
2011 · 
2012 · 
2013 · 
2014 · 
2015 · 
2016 · 
2017 ·
2018 ·
2019 ·
2020 ·
2021 ·
2022
Argentinië ·
Armenië ·
Australië ·
Bolivia · 
Brazilië ·
Bulgarije ·
Canada ·
Chili ·
Colombia ·
Costa Rica ·
Cuba ·
Denemarken ·
DDR ·
Duitsland ·
El Salvador ·
Engeland ·
Estland ·
Finland ·
Frankrijk ·
Griekenland ·
Guatemala ·
Haïti ·
Honduras ·
Ierland ·
Irak ·
Iran ·
Italië ·
Jamaica ·
Japan ·
Joegoslavië ·
Jordanië ·
Kaapverdië ·
Koeweit ·
Kroatië · 
Libanon ·
Mexico ·
Nederland ·
Nigeria ·
Noord-Macedonië ·
Oeganda ·
Oman ·
Panama ·
Paraguay ·
Peru ·
Polen ·
Portugal ·
Qatar ·
Roemenië ·
Saoedi-Arabië ·
Schotland ·
Senegal ·
Spanje ·
Trinidad en Tobago ·
Turkije · 
Uruguay ·
Venezuela ·
Verenigde Staten ·
Wit-Rusland ·
Zambia ·
Zuid-Afrika ·
Zuid-Korea ·
Zweden ·
Zwitserland
Costa Rica (2006) · 
Duitsland (2006) · 
Engeland (2006) · 
Frankrijk (2014) · 
Honduras (2014) · 
Nederland (2022) · 
Polen (2006) · 
Qatar (2022) · 
Zwitserland (2014)